# Monique Wittig
Monique Wittig (ur. 13 lipca 1935, zm. 3 stycznia 2003 w Tucson w stanie Arizona) – francuska pisarka, teoretyczka feministyczna. Zwolenniczka przekraczania różnicy płciowej. Jej druga powieść, Les Guérillères (1969) odegrała przełomową rolę w kształtowaniu się feminizmu lesbijskiego we Francji.

## Życiorys
Urodzona w 1935 w Dannemarie w Alzacji. Jej debiutancka powieść L'Opoponax (1964) została nagrodzona Prix Médicis. Była jedną z założycielek francuskiego Ruchu Wyzwolenia Kobiet. 26 sierpnia 1970 wraz z wieloma innymi kobietami złożyła pod Łukiem Triumfalnym w Paryżu kwiaty na cześć żony nieznanego żołnierza – gest ten uważa się za akt założycielski francuskiego ruchu feministycznego. Na początku lat 70. działała w paryskich grupach radykalnych i lesbijskich feministek. W roku 1976 wyemigrowała do USA, gdzie wykładała na wielu uniwersytetach. Doktorat uzyskała w École des hautes études en sciences sociales. 
Wittig jest – obok socjolożek Christine Delphy i Colette Guillaumin oraz antropolożki Nicole-Claude Mathieu – przedstawicielką francuskiego feminizmu materialistycznego. Uznawała się za „radykalną lesbijkę”, odrzucając zarazem kategorię „kobiety” i demaskując heteroseksualność jako reżim polityczny. Podobnie jak niewolnicy nie są kategorią naturalną, lecz istnieją tylko w systemie pracy niewolniczej dzielącym ludzi na „panów” i „niewolników”, tak samo kobiety istnieją jedynie w ramach heteronormatywno-patriarchalnego kontraktu, dzielącego ludzi na „kobiety” i „mężczyzn”. Ostateczną podstawą różnicy między płciami nie jest natura, lecz podział pracy, w ramach którego kobiety są eksploatowane przez mężczyzn, wykonując dla nich nieodpłatną pracę domową i reprodukcyjną. Autorka zdania „Lesbijka nie jest kobietą”.
Koncepcje Wittig wywarły wpływ na teorię queer, zwłaszcza na wczesne prace Judith Butler.